# Transmetropolitan

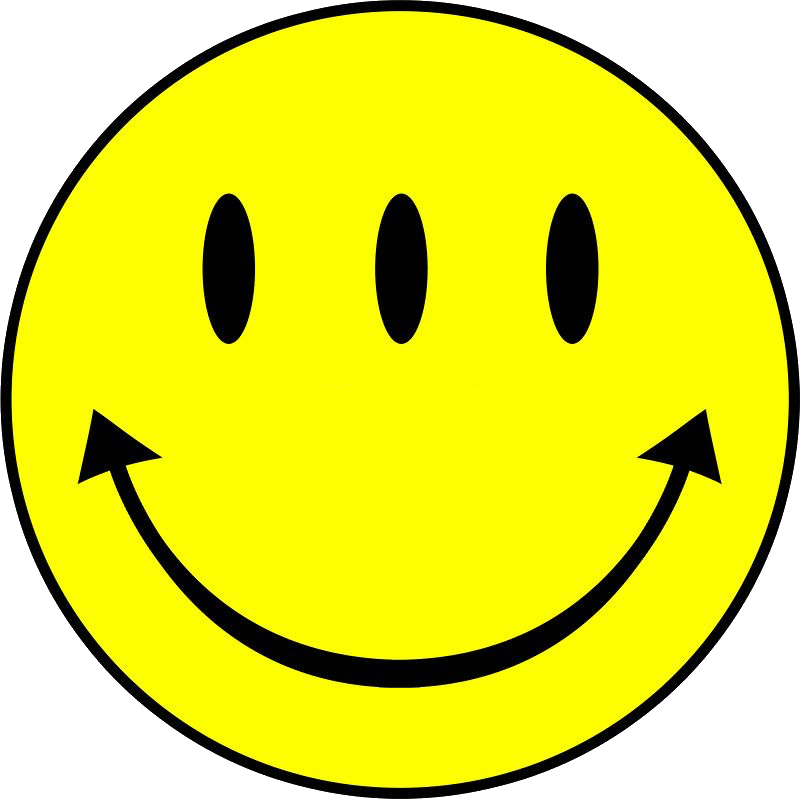
Tříoký smajlík (někdy jako Transient smiley), který se objevuje v komixu Transmetropolitan napříč jednotlivými díly. Užívá ho i komunita fanoušků komisu.

Transmetropolitan je kyberpunková komiksová série. Warren Ellis se postaral o text a Darick Robertson o grafickou podobu. Transmetropolitan byl původně vydáván dceřinou společností DC Comics-Helix, nicméně asi po roce její existence byl Helix zrušen a až do dnešní doby spadá komiks pod dceřinou společnost Vertigo.
Transmetropolitan vypráví příběhy gonzo žurnalisty Spidera Jerusalema. Sám komiks odkazuje skrze hlavní postavu k otci tohoto druhu žurnalizmu, Hunteru S Thompsonovi. 
Spider a jeho zkažené společnice se snaží nezpůsobit větší dystopii v tak dost chaotické metropoli, a zároveň bojovat s korupcí ve vládě, slávou a sílou, kterou skrze články v novinách nabývají.
Měsíčník začal vycházet v červenci 1997 a poslední díl vyšel v září 2002. Později byla celá série přetištěna do deseti knih. Desátý díl obsahuje speciály, Nenávidím to tu a Města Hnus, ilustrované různými umělci.
Autor Warren Ellis je velice aktivní a snaží se své fanoušky bavit a udržovat jejich zájem. Na jeho oficiální stránce se můžete přihlásit k odběru jeho týdeníku Orbital Operations.